# Seat Tribu Concept
Le Seat Tribu Concept est un concept car de la marque Seat.

## Caractéristiques
Ce concept-car est un 4x4/SUV compact à 3 portes qui a été présenté au Salon de Francfort 2007. Ce concept intègre une interface à trois modes (Urban, Sport et Freerun) permettant au conducteur d’adapter sa monture en fonction des conditions rencontrées. En mode « Urban », le Tribu soigne son confort, réduit sa consommation, optimise ses émissions polluantes. En configuration « Sport », il libère toute sa puissance et fait réveiller le conducteur. Enfin, le mode « Freerun » est adapté à une utilisation en tout-terrain. Ces modes adaptent la motorisation, les trains roulants, les informations divulguées par l’interface multimédia. À l'arrière, le Tribu masque ses feux dans l'épaisseur d'un hayon qui coulisse vers le haut et vient se replier contre le toit. L'habitacle a une atmosphère empreinte de sportivité, avec quatre sièges baquet, un volant trois branches, une dominante jaune et des touches d'aluminium. Épurée au maximum, la planche de bord est dépouillée de levier de vitesses et de commande de frein à main. Le premier est remplacé par des palettes au volant, la seconde par un bouton au tableau de bord. Ces modes adaptent la motorisation, les trains roulants, les informations divulguées par l’interface multimédia. Il préfigure le futur Seat Ateca qui serait produit en 2009, mais repoussé à 2016.

## Images

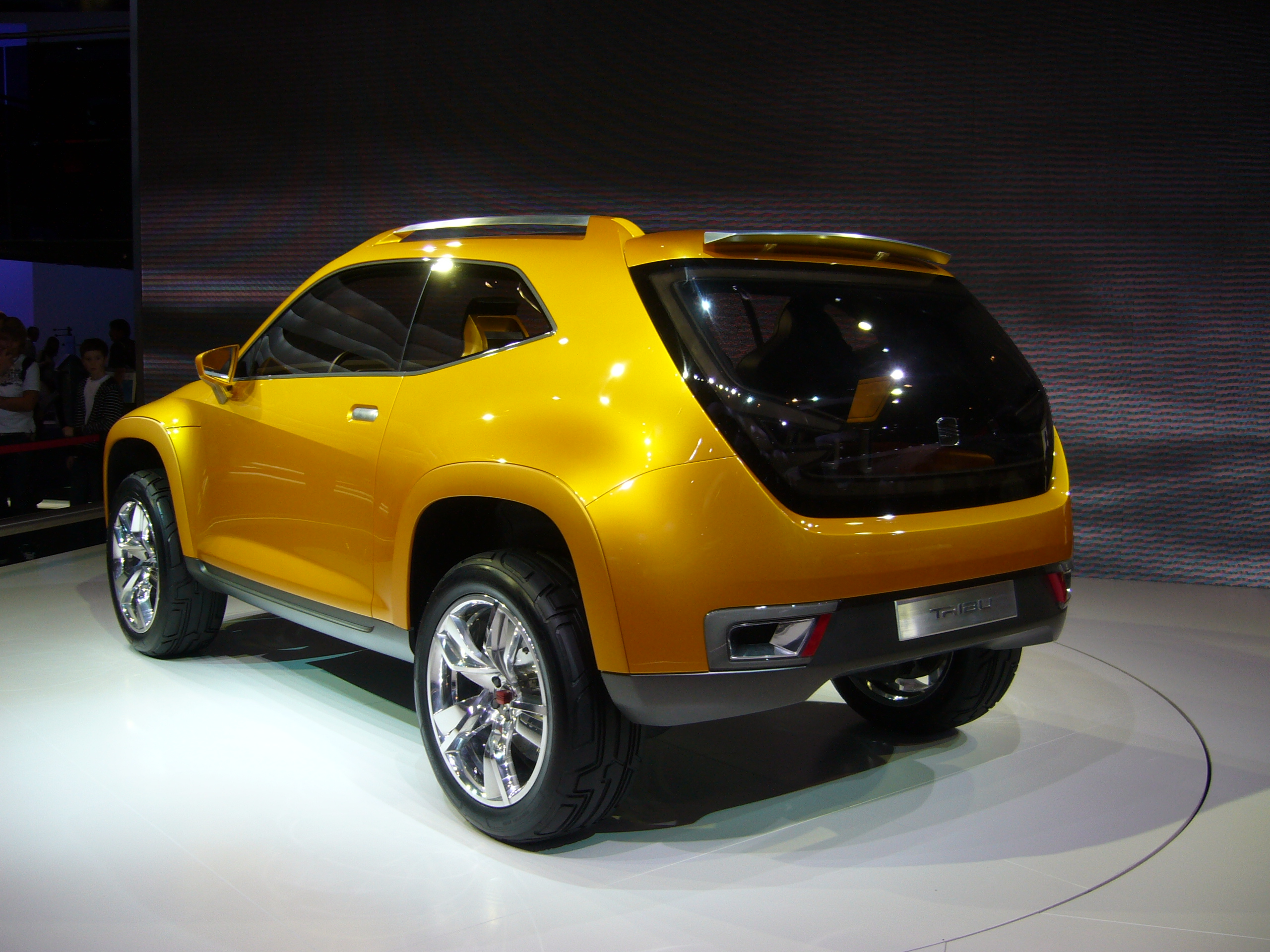
Face arrière SEAT Tribu
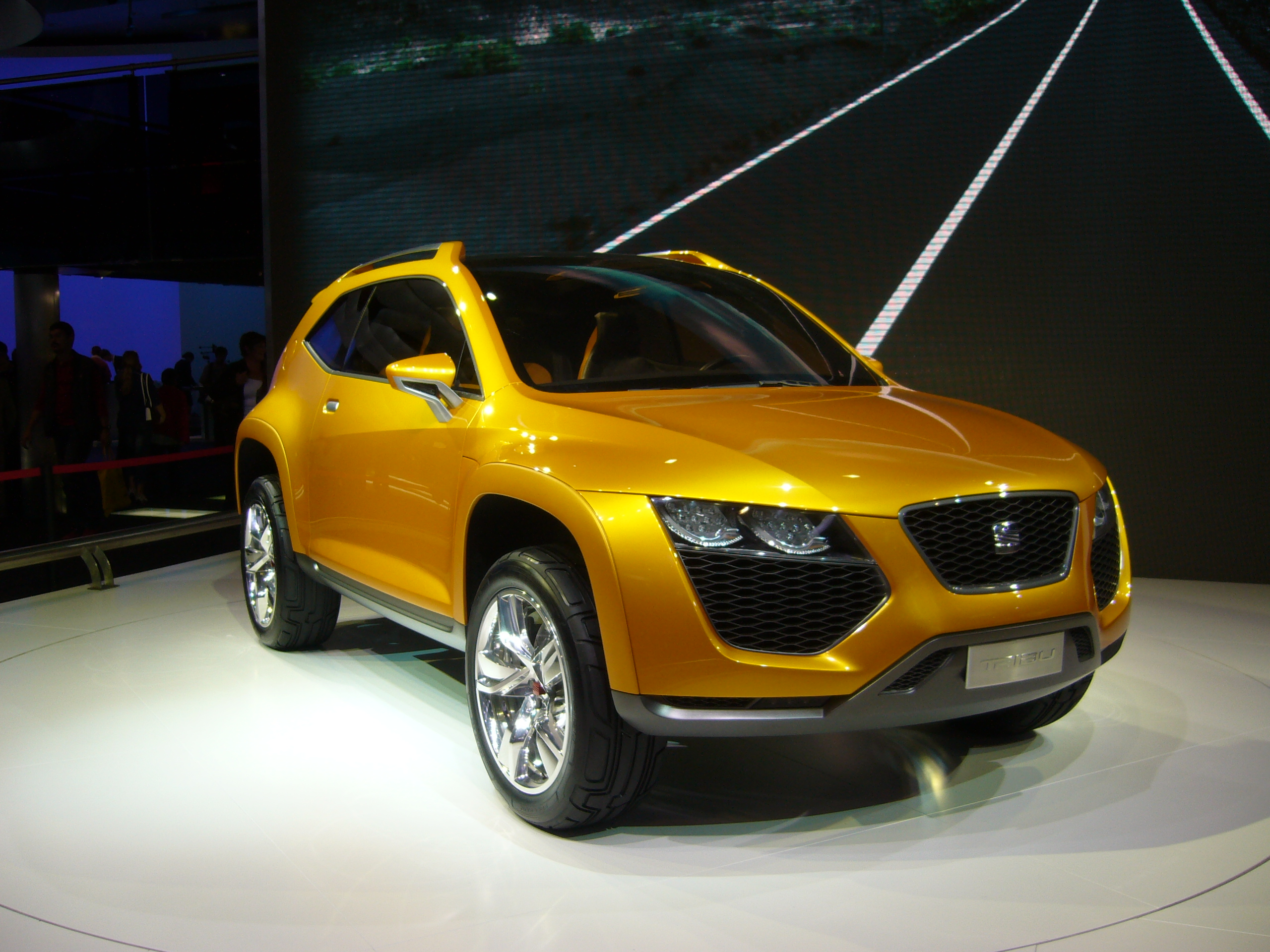
Face avant SEAT Tribu

### Images
- Images officielles du SEAT Tribu Concept

### Mini-site
- Mini-site SEAT Tribu Concept